# Ялтинська цибуля

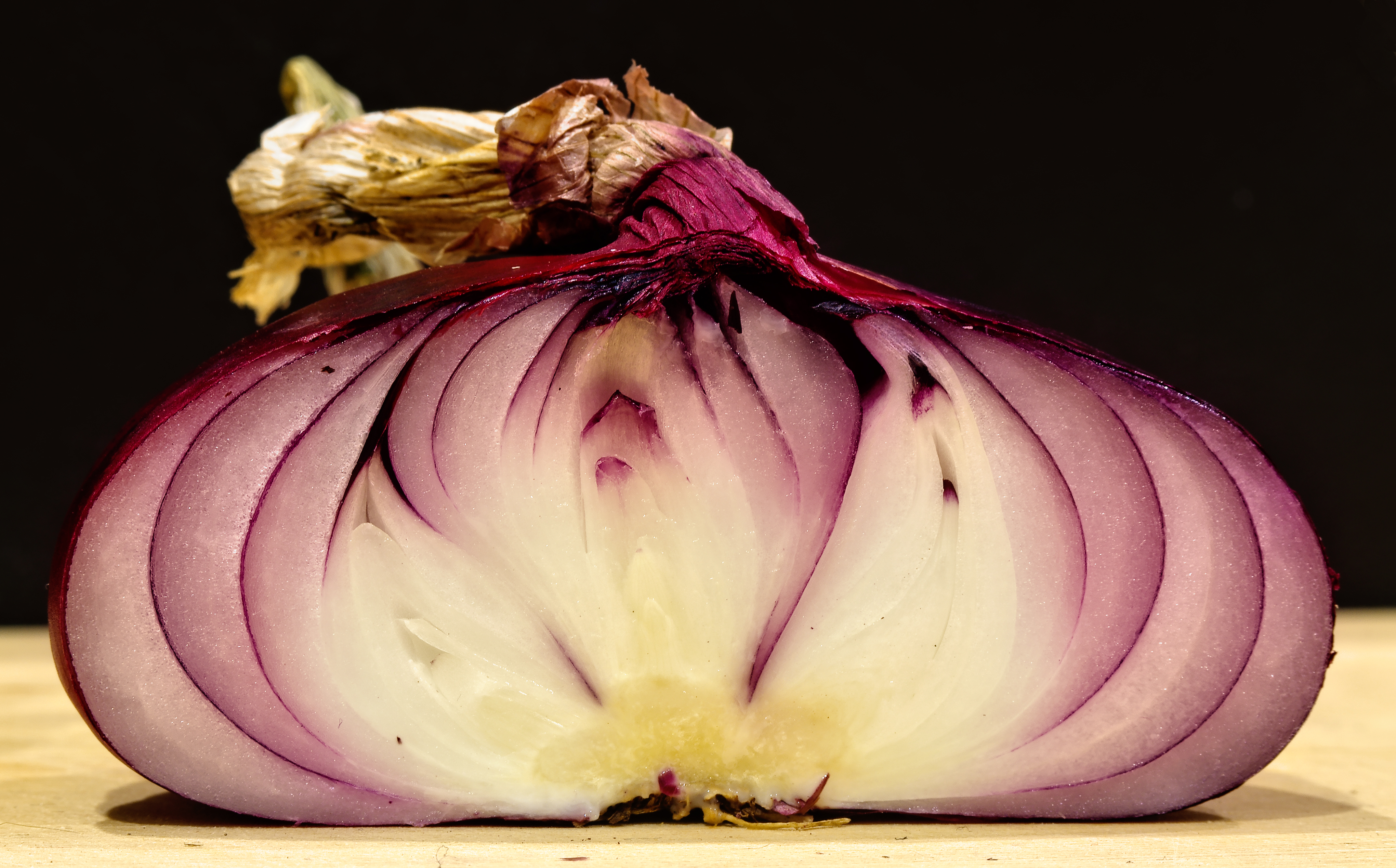
Ялтинська цибуля в розрізі

Ялтинська цибуля — сорт солодкої цибулі, виведений у Криму на основі натуралізованої форми португальської цибулі Мадейрська пласка, завезеної до Російської імперії в XIX столітті  .

## Історія
Відома під назвою Кримська солодка цибуля з району села Оползневе була відібрана в 1930-х роках для селекційної роботи фахівцями Нікітського ботанічного саду . Метою селекції було усунення поганої лежкості та надмірно інтенсивного фіолетового забарвлення, яке тоді розглядалося як недолік. Цю роботу завершив уже після війни селекціонер Кримської дослідної станції овочівництва М. Ф. Перегудт . В результаті, наприкінці 50-х років 20 століття сорт був районований під назвою «цибуля Ялтинська місцева ». Пізніше до реєстру сортів були включені ще два сорти, виведені на його основі: Ялтинський рубін та Ялтинський Люкс  .

## Особливості сорту
Цибулина плоскої форми, забарвлення сухих лусок насичене, темно-фіолетове. Соковиті луски - білі, з фіолетовим забарвленням зовнішньої оболонки. Середня маса цибулини 150 г  . Товщина луски від 0,5 до 2 сантиметрів, кількість лусочок - не більше семи штук. Смак соковитих лусок солодкий, із слабогострим присмаком (залежить від умов вирощування). Кримська цибуля містить вітамін С, аліцин, а також грубі харчові волокна . Перші врожаї ялтинської цибулі можна отримати вже у червні, закінчення зборів – серпень, початок вересня.

## Вживання в їжу та зберігання
Ялтинську цибулю плетуть у коси, так вона зберігається найдовше. Структура лусочок дуже ніжна, може зіпсуватися при транспортуванні та ударах. Зберігання в косі забезпечує провітрювання і цибуля не пліснявіє. У темному прохолодному місці цибуля зберігається до трьох, чотирьох місяців. Вживати в їжу цю цибулю прийнято свіжою, її додають у різні салати, можна використовувати для приготування супів з цибулі.

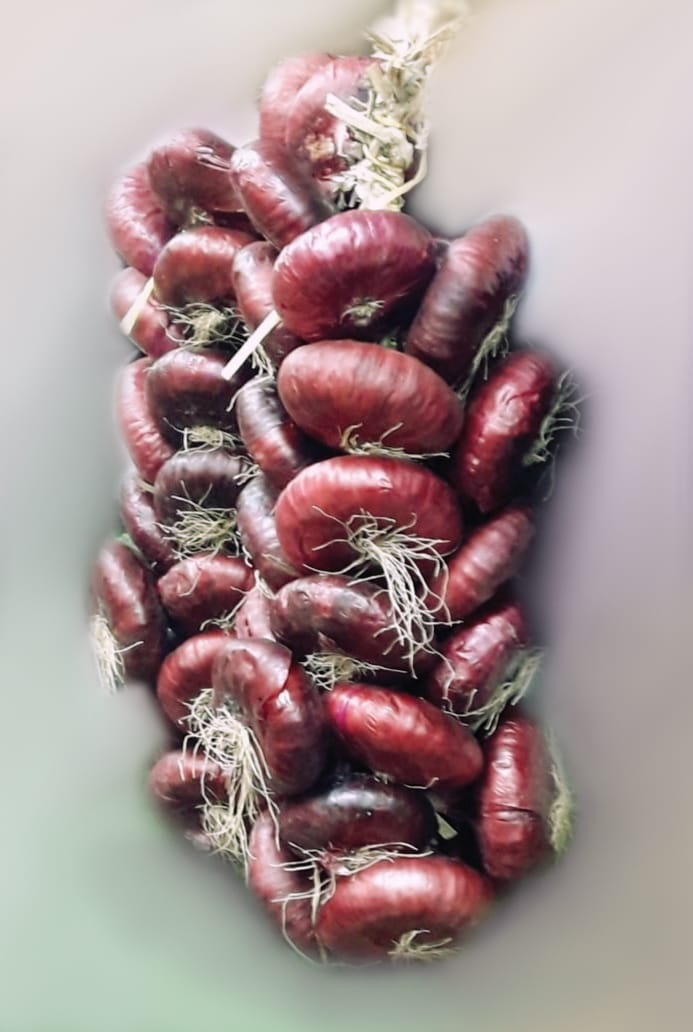
Коса ялтинської цибулі